# Moïse Kisling

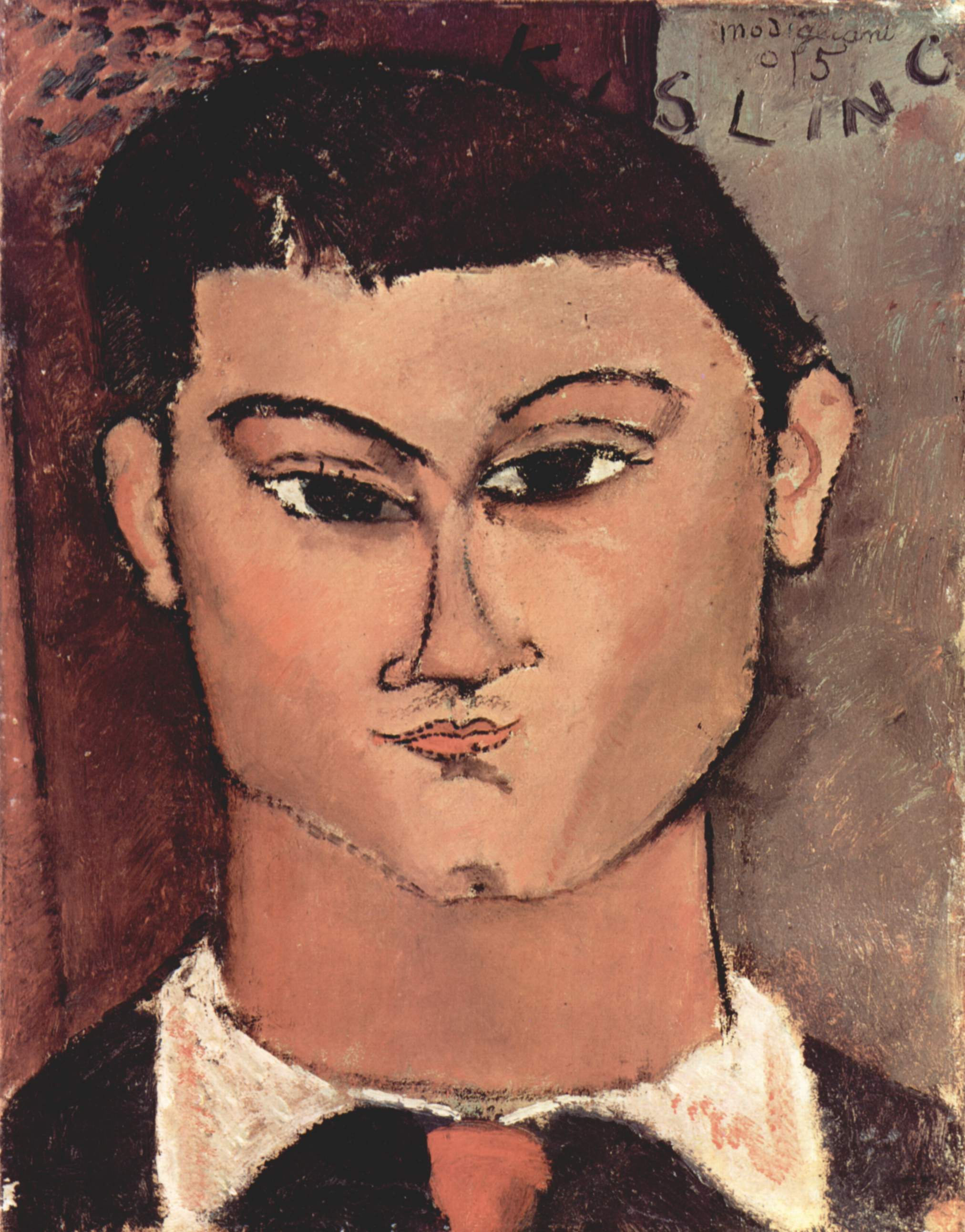
Portret van Kisling door Modigliani

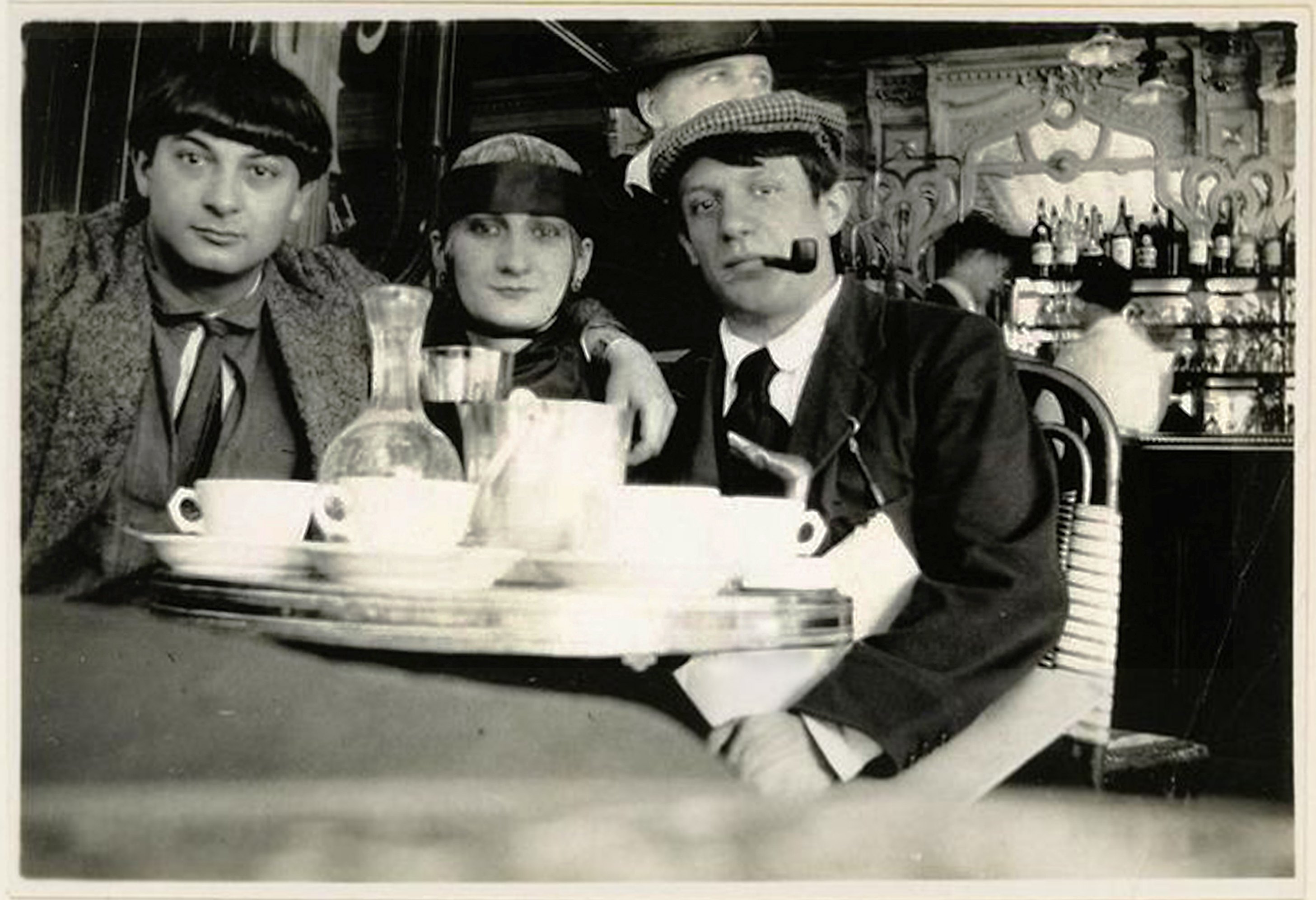
Kisling, actrice Pâquerette, Picasso, café La Rotonde, Montparnasse 1916.

Moïse Kisling, geboren Mojżesz Kisling (Krakau, 22 januari 1891 – Sanary-sur-Mer, 29 april 1953) was een modernistische Franse kunstschilder van Pools-Joodse herkomst.

## Leven en werk
Kisling ging naar de Academie voor Schone Kunsten te Krakau, toen nog deel uitmakend van Oostenrijk-Hongarije. In 1910 ging hij op advies van zijn leraren naar Parijs, waar hij zich vestigde in Montmartre en later Montparnasse. Tijdens de Eerste Wereldoorlog trad hij vrijwillige in dienst van het Frans Vreemdelingenlegioen, raakte gewond bij de Slag aan de Somme en kreeg vervolgens de Franse nationaliteit.
Kisling maakte in Parijs deel uit van de modernistische kunstenaarskolonie La Ruche, onder andere met Chaim Soutine en Marc Chagall, die zijn werk sterk beïnvloedden. Ook was hij bevriend met tal van andere avant-gardistische kunstenaars als Amedeo Modigliani en Pablo Picasso. Hij schilderde landschappen, portretten en vooral ook veel vrouwelijke naakten, neigend naar het abstracte, soms met surreële tendensen.
Bij het uitbreken van de Tweede Wereldoorlog nam Kisling opnieuw dienst in het Franse leger, om na de capitulatie naar de Verenigde Staten uit te wijken, uit angst voor het Duitse antisemitisme. Na de oorlog keerde hij naar Frankrijk terug. In 1953 overleed hij aan de Côte d'Azur, 62 jaar oud. Een grote collectie van zijn werken bevindt zich in het Musée Petit Palais te Genève.

## Galerij

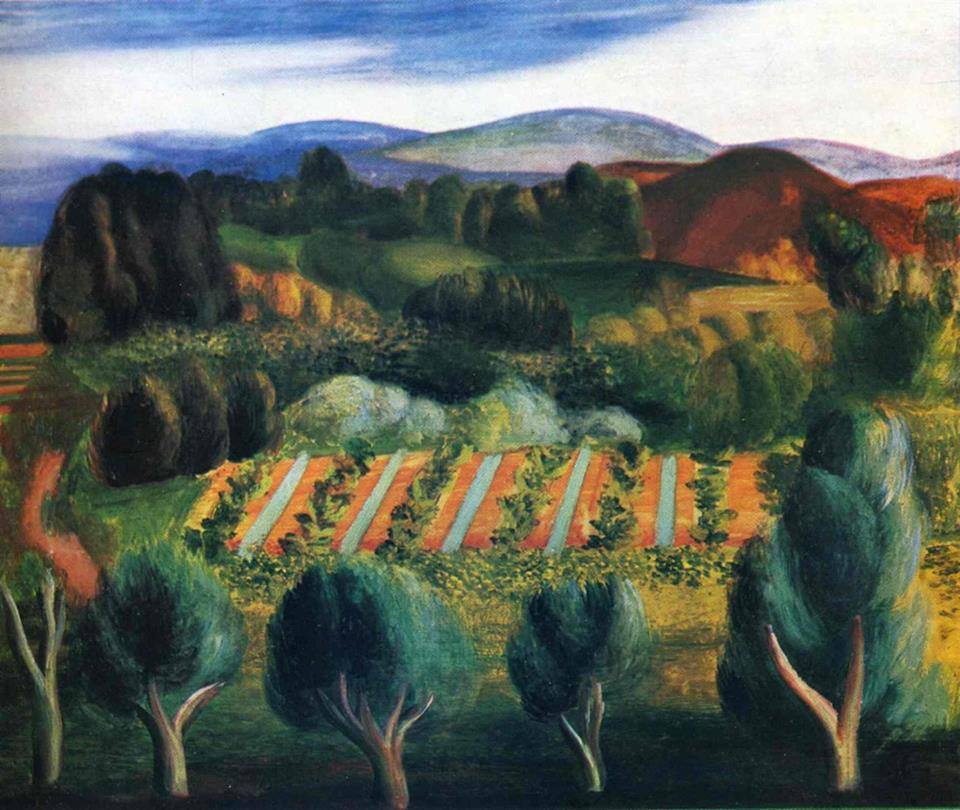
Provence, landschap, 1918